# Declaret
Declaret is een Brits historisch merk van bromfietsen.
De firma Declaret was in Stevenage gevestigd. Ze bouwde in 1962 de pedaalloze Decla-bromfiets in verschillende versies.